# 코레일유통
코레일유통(코레일流通, KORAIL Retail)은 한국철도공사의 계열사로 국토교통부 산하 기타공공기관이다.

## 연혁
- 2004년 12월 2일: 재단법인 홍익회에서 분사하여, (주)한국철도유통 코반스(KORVANS) 법인 설립
- 2005년 1월 1일: (주)한국철도유통 스토리웨이 영업 개시
- 2007년 4월: 한국철도공사 유통법인 코레일유통(주)로 사명 변경

## 주요 사업 소개
- 스토리웨이(StoryWay) 편의점

스토리웨이(StoryWay) 편의점은 철도이용객들을 위해 식음료 등 고객 편의를 위한 각종 상품을 판매하는 편의점으로 전국 역사에 300여개를 운영하고 있다. 공익철도를 기반으로 단순 수익보다는 철도이용객 등에 대한 공공 서비스를 우선하고 있고, 철도 고객 특성을 반영하여 고객지향적인 영업 정책으로 운영하고 있다.
- 상업시설(전문매장) 운영사업

코레일유통은 여러 우수한 업체들과 협력하여 전국의 철도역에 700여개의 전문매장을 운영하고 있다.
코레일유통이 운영하는 상업시설은 철도역사에 입점하고자 하는 업체를 모집하여 매장 운영 및 관리 등의 제휴를 맺는 형태이며, 식품매장은 물론 생필품, 의류, 화장품 등 34개의 다양한 업종을 구성하고 있다.
※ 상업시설 입점 방법 : 홈페이지 https://www.korailretail.com > 파트너십 > 전문점 입점에서 모집 중인 장소를 확인 후 안내되는 절차에 따라 신청
- 광고사업

KTX, 철도, 전동차, 광역전철 등 이용객이 자연스럽게 마주칠 수 있는 차량 내 광고매체와 전국역사 내 설치된 대형, 첨단사양의 광고매체와 같은 다양한 매체의 광고를 운영하고 있다.
※ 운영 광고매체 : KTX차량래핑, 조명광고, 프로모션, 전동차 광고, 전철역 광고 등
- 자동판매기(자판기) 사업

코레일유통은 전국에 약 2,900여대의 자판기를 운영하고 있다.
휴대폰 충전자판기, 멀티샵자판기, 사진자판기 등 고객의 다양한 니즈(needs)를 반영한 자판기를 운영하고 있다. 뿐만 아니라, 자판기실명제 및 신용카드 결제시스템을 상용화 등 체계적인 운영시스템을 가지고 있다.
- 자원유통사업

코레일유통의 동해본부는 환동해안 중 유일하게 묵호항에 철도가 연결된 곳에 위치하고 있어, 철도로 운반된 광물을 즉시 선적할 수 있는 강점을 가지고 있다.
※ 주요사업 : 묵호항에 연결된 철도를 이용한 석회석, 철광석, 무연탄, 유연탄, 백운석 등 각종 광물의 해외 수출 및 국내 납품
- 상생물류지원사업

2013년 6월 스토리웨이 편의점을 운영하며 쌓은 노하우와 전국 물류인프라를 바탕으로 "상생물류 지원사업"을 시작하였다. 개인편의점, 수퍼마켓, 마트 및 도매점까지 약 2,000가지 이상 상품을 안정적인 물류를 통해 합리적인 가격으로 공급하고 있으며, 특히 2014년 7월 전국 3만여개 골목수퍼가 모인 한국수퍼마켓협동조합연합회와 MOU를 체결하였고, 2015년 3월 중기청과 소상공인진흥공단이 지원하는 골목슈퍼 브랜드 '나들가게'의 공식 상품공급사로 선정되었다.
※ 코레일유통 상생물류 지원사업의 특징 : 물류 전문 회사와 협업을 통한 상품 전국 배송, 인터넷 발주로 매장까지 익일 배송, 다양한 상품 프로모션 제공, 편리한 발주, 정산 시스템
- 카페스토리웨이 운영

카페스토리웨이는 코레일유통이 기차역사에서 직영으로 운영, 관리하고 있는 카페브랜드이다.
카페스토리웨이 브랜드 컨셉 및 전략 : 친환경 원두 사용을 통한 환경보호 실천, 철도이용객을 위한 고개중심 서비스 제공
- 고향뜨락 운영

고향뜨락은 코레일유통의 '지역특산품매장' 공동브랜드이다.
전국의 우수한 지역 특산품을 판매하며 지역자체단체와 협력, 우리 농민과 상생하는 코레일유통의 '착한소비 브랜드'이다.

## 조직

### 대표이사
- 감사실

안전경영센터

#### 전략기획실
- 기획조정처
- 혁신평가처

#### 경영관리본부
- 총무지원처
- 인재개발처
- 재무회계처
- IT경영처

#### 유통사업본부
- 유통기획처
- 편의점사업처
- 전문점사업처
- 플랫폼사업처

#### 다윈사업본부
- 사업개발처
- 광고사업처
- 스마트사업처

#### 지역본부
- 서울본부
- 경인본부
- 경기본부
  - 금정지점
  - 분당지점
- 동부본부
  - 의정부지점
- 부산경남본부
- 충청본부
  - 천안지점
- 호남본부
- 대구경북본부
- 동해본부